# كيني تيسي
كيني تيسي (بالهولندية: Kenny Teijsse)‏ (19 يوليو 1992 بأمستردام في هولندا - ) هو لاعب كرة قدم هولندي في مركز الدفاع. لعب مع سبارتا روتردام وغو أهد إيغلز ونادي أوترخت وهيلموند سبورت وتوب أوس.

## روابط خارجية
- كيني تيسي على موقع قاعدة بيانات كرة القدم.إي يو (الإنجليزية)
- كيني تيسي على موقع Soccerway.com (الإنجليزية)